# 河井瓢
河井 瓢（かわい ひさご、1855年11月26日（安政2年10月17日） - 1906年（明治39年）12月9日）は、大日本帝国陸軍軍人。最終階級は陸軍少将。位階勲等功級は正五位勲三等功四級。

## 経歴
のちの大阪府出身。陸軍幼年学校を経て、1877年（明治10年）12月、陸軍士官学校旧1期卒業。大阪鎮台在勤、第2軍用電信隊小隊長、参謀本部海防局員、砲兵第3連隊副官心得、下関要塞砲兵連隊長を経て、1897年（明治30年）10月、東京湾要塞砲兵連隊長となり、1899年（明治32年）10月、呉要塞砲兵連隊長に補される。同年12月、陸軍砲兵大佐に進み、広島湾要塞砲兵連隊長を経て、1904年（明治37年）3月、広島湾要塞司令官事務取扱となり、同年7月、野戦首砲廠長に任官する。1906年（明治39年）7月、陸軍少将に進級と同時に予備役に編入し、同年末に病没した。